# Ambia rufitincta
Ambia rufitincta là một loài bướm đêm trong họ Crambidae.